# Granger (Wyoming)
Granger – miasto w Stanach Zjednoczonych, w stanie Wyoming, w hrabstwie Sweetwater.